# Santo Tomas, Isabela
Santo Tomas là một đô thị hạng 4 ở tỉnh Isabela, Philippines. Theo điều tra dân số năm 2007, đô thị này có dân số 22.172 người trong 3.864 hộ.

## Các đơn vị hành chính
Santo Tomas được chia ra 27 barangay.
| - Ammugauan - Antagan - Bagabag - Bagutari - Balelleng - Barumbong - Bubug - Bolinao-Culalabo - Cañogan Abajo Norte - Calinaoan Centro - Calinaoan Malasin - Calinaoan Norte - Cañogan Abajo Sur - Cañogan Alto | - Centro - Colunguan - Malapagay - San Rafael Abajo - San Rafael Alto - San Roque - San Vicente - Uauang-Tuliao - Uauang-Galicia - Biga Occidental - Biga Oriental - Calanigan Norte - Calanigan Sur |